# Diffusione dell'HIV in Sudafrica

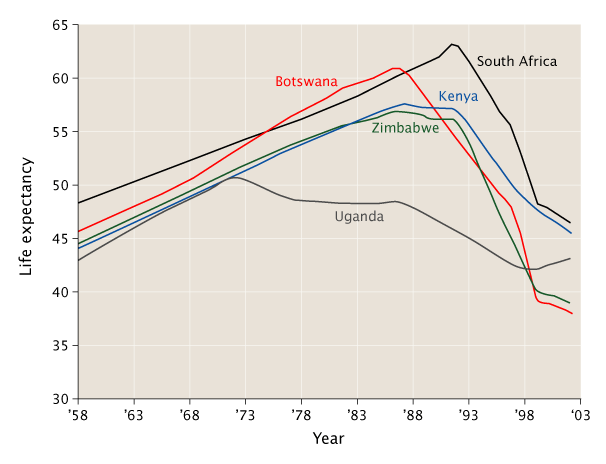
Speranza di vita nei paesi dell'Africa Meridionale

La diffusione di HIV in Sudafrica è stimata essere la più elevata al mondo.
Nel 2007 è stato stimato che circa 5.700.000 sudafricani sono infetti da HIV o AIDS, più di ogni altro paese al mondo: di tutte le persone infette dal virus una su sei viveva in Sudafrica. Un altro studio del 2007 ha dimostrato che il 18% dei sudafricani sono infetti, piazzando il Sudafrica al quarto posto per percentuale di popolazione infetta. È interessante notare che le altre cinque nazioni con la più elevata diffusione di HIV sono tutte confinanti col Sudafrica.
Nel 2007 solamente il 28% dei pazienti sudafricani con stadi avanzati di HIV o AIDS stava ricevendo terapie antiretrovirali. Nel 2004, 2005 e 2006 le percentuali erano, rispettivamente, 4%, 15% e 21%. Nel 2007 i morti di HIV o AIDS in Sudafrica furono circa 350.000. Nel 2001 i morti furono 180.000.
Nonostante il numero di infezioni tra adulti di età avanzata rimanga alto, le nuove infezioni sembrano essere in declino tra i giovani. Le percentuali di diffusione di HIV e AIDS per giovani fra i 15 e i 19 anni nel 2005, 2006 e 2007 erano rispettivamente 16%, 14% e 13%.

## Diffusione

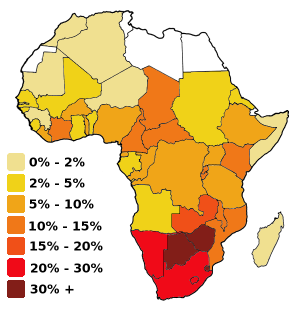
Diffusione dell'AIDS in Africa tra gli adulti (15-49 anni)

Si stima che il 10,901% dei sud africani abbia HIV o AIDS.

### Diffusione tra i sessi
La diffusione di HIV e AIDS è molto alta tra donne con meno di 40 anni, in tutte le fasce d'età. Circa 4 su 5 persone infette da HIV tra i 20 e i 24 anni sono donne, e due terzi delle persone infette fra i 25 e i 29 anni sono donne. Nonostante la diffusione sia in generale più alta fra donne, solamente una persona su sei infetta da HIV ha più di un partner.
Nel 2008, l'aspettativa di vita al momento della nascita era di 41 anni per uomini e di 46.5 anni per donne.

### Diffusione tra donne incinte
La diffusione di HIV tra donne incinte è particolarmente alta nella provincia di Kwazulu-Natal (37%), mentre la diffusione più bassa si misura nelle provincie del Capo Occidentale (13%), Capo Settentrionale (16%) e del Limpopo (18%). Nelle altre cinque provincie (Capo Orientale, Free State, Gauteng, Mpumalanga e provincia del Nordovest) più del 26% delle donne in attesa facenti uso di cliniche prenatali era infetto.
Gli ultimi dati raccolti da cliniche prenatali suggeriscono che il numero di nuovo infezioni possa essere in stallo, con una percentuale di donne incinte infette del 30% nel 2005, 29% nel 2006 e del 28% nel 2007. Si è inoltre riscontrato un declino nel numero di nuove infezioni tra donne incinte fra i 15 e i 24 anni, il che suggerisce che anche il numero di nuove infezioni totali potrebbe essere in declino.

### Diffusione tra fasce d'età
Il numero di adolescenti infetti da HIV e AIDS è stato dimezzato dal 2005 al 2008. Tra il 2002 e il 2008, la percentuale di sudafricani con più di 20 anni infetti dal virus è cresciuta, mentre la percentuale per quelli al di sotto dei 20 anni, è calata nello stesso periodo di tempo.
L'uso di preservativi è molto popolare fra i giovani ma non fra la popolazione anziana. Tra le persone con meno di 25 anni, più dell'80% degli uomini e più del 70% delle donne usano preservativi, mentre appena più della metà degli uomini e donne fra i 25 e i 49 anni ne fanno uso.
I fatti sull'HIV e l'AIDS sono conosciuti da più del 90% dei giovani adulti e da più dell'80% della popolazione più matura. La parte della popolazione che sa di meno riguardo l'AIDS sono gli adulti con più di 50 anni: meno del 75% è a conoscenza di fatti veri sull'AIDS.

### Diffusione fra province
Nel 2008, più della metà dei sudafricani infetti con HIV risiedeva nelle province di Kwazulu-Natal e Gauteng.
Il numero di persone infetta è cresciuto in tutte le province sudafricane fra il 2005 e il 2008, con l'eccezione delle due province di Kwazulu-Natal e Gauteng. Ciò nonostante, Kwazulu-Natal rimane la provincia con il tasso di infezioni più elevato (il 15,5%).
L'uso di preservativi è raddoppiato in tutte le province fra il 2002 e il 2008. Le due province dove si registrava il più basso livello di uso di preservativi nel 2002 (il Capo Settentrionale e il Capo Occidentale) rimangono quelle coi livelli di uso più bassi nel 2008.
La diffusione di HIV e AIDS fra sud africani sessualmente attivi, divisa per provincia e':
- KwaZulu-Natal: 25,8%
- Mpumalanga: 23,1%
- Free State: 18,1%
- Nordovest: 17,7%
- Gauteng: 15,2%
- Capo Orientale: 15,2%
- Limpopo: 13,7%
- Capo Settentrionale: 9,2%
- Capo Occidentale: 5,3%

### Diffusione generale
Secondo Patrick MacGoey, dell'ospedale sudafricano Chris Hani Baragwanath, l'ospedale più grande al mondo, "probabilmente la percentuale dei nostri pazienti affetta da HIV va dal 50% all'80%...".

## Impatto economico
Uno studio condotto nel 2003 ha cercato di prevedere le differenze nello sviluppo economico del Sudafrica dal 2002 al 2015 tra due scenari diversi: un Sudafrica affetto dall'epidemia di HIV e AIDS, e un Sudafrica senza HIV o AIDS. Secondo lo studio, la crescita reale del PIL sarebbe stata più alta dello 0.6% senza l'epidemia, e la crescita pro capite sarebbe stata dello 0.9%. Sempre secondo lo studio, la crescita della popolazione in un Sudafrica senza HIV o AIDS sarebbe stata 1,5% inferiore a quella attuale, la crescita in forza lavoro sarebbe diminuita dell'1,2%, ma allo stesso tempo la disoccupazione sarebbe scesa dello 0,9%.
La sede sudafricana della compagnia Daimler-Chrysler ha stimato che nel 2002 le spese per HIV e AIDS rappresentavano il 4% delle sue buste paga in Sudafrica.

## Campagne pubbliche per la conoscenza dell'AIDS
Le quattro campagne pubbliche per la conoscenza dell'AIDS principali in Sudafrica sono Khomana (supportata dal governo), LoveLife (supportata tramite donazioni private), Soul City (uno show televisivo per adulti) e Soul Buddyz (un programma televisivo per adolescenti). I due programmi televisivi sono le due campagne con più successo, pur avendo perso efficacia fra il 2005 e il 2008. Khomananu è la campagna con meno successo, nonostante la sua efficacia sia cresciuta del 50% fra il 2005 e il 2008.

## Orfani
Nel 2005 c'erano 3,5 milioni di orfani in Sudafrica, mezzo milione dei quali ha perso entrambi i genitori. Nel 2007 si stimò che in Sudafrica 1 400 000 erano orfani a causa dell'HIV o AIDS.
Dati raccolti nel 2007 indicano un totale di 79 000 famiglie dove 150 000 bambini erano in carica di provvedere per i propri famigliari. Una famiglia di questo genere viene definita, in Sudafrica, come una famiglia dove nessuna persone con più di 17 anni è presente per almeno 4 notti in una settimana.
Nel 2008 si è venuti a sapere che non c'erano prove che legavano l'AIDS al numero di famiglie con bambini in carica: solamente lo 0,7% dei bambini e lo 0,5% delle famiglie era in una situazione del genere nel 2007, che è praticamente lo stesso numero riscontrato nel 2002.

## Infezione simultanea di tubercolosi
Nel 2007 si è stimato che circa un terzo dei pazienti con HIV verrà contagiato dalla tubercolosi. Non tutti i pazienti infetti da tubercolosi ricevono test per l'HIV: nel 2006 solamente 40% dei pazienti con tubercolosi ha ricevuto il test. Il governo ha reso obbligatorio somministrare il test per l'HIV a ogni nuovo paziente infetto da tubercolosi.
Il programma sudafricano per la prevenzione dell'AIDS contiene suggerimenti e linee guida per la prevenzione della tubercolosi e di malattie veneree.